# タイリンヒメフヨウ

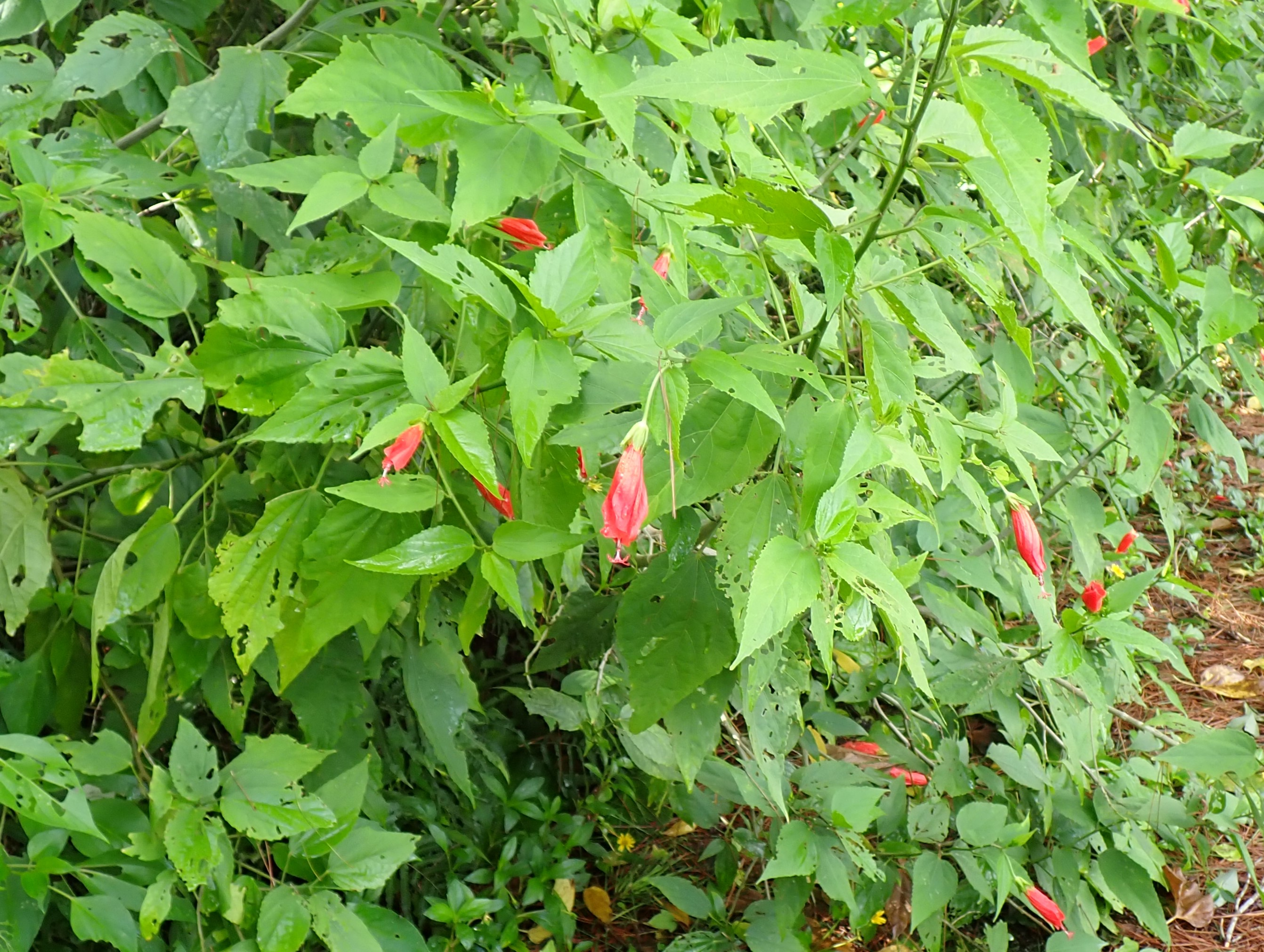
タイリンヒメフヨウ（2024年7月 沖縄県石垣市 バンナ公園）

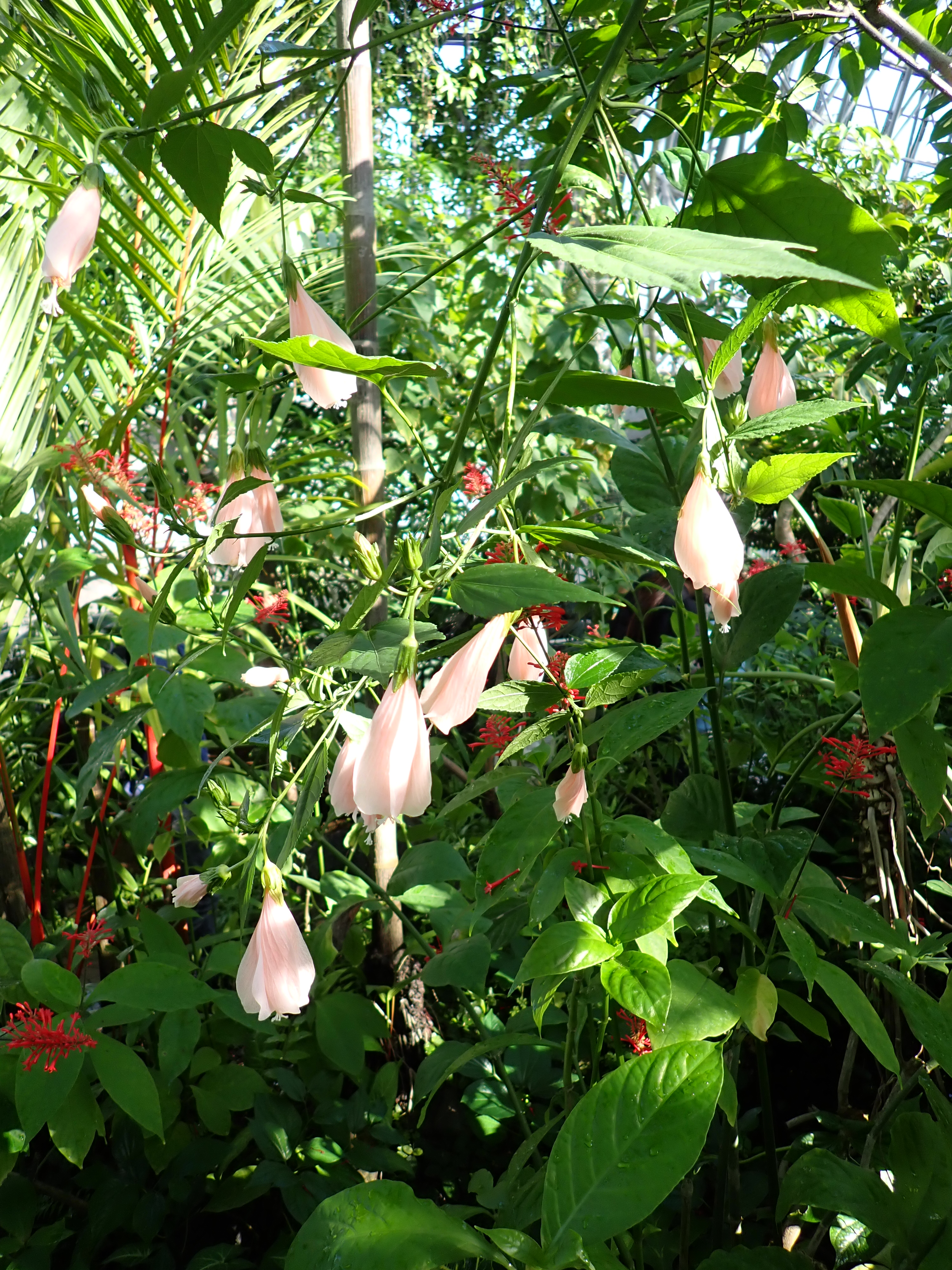
淡桃色のタイリンヒメフヨウ（2024年11月 東京都 夢の島熱帯植物館）

タイリンヒメフヨウ（別名：ウナズキヒメフヨウ、タイワンヒメフヨウ、学名：Malvaviscus penduliflorus）はアオイ科ヒメフヨウ属の常緑低木。過去にはヒメフヨウM. arboreusの変種として扱われていたことから、古い文献では学名表記が異なることがあるが（例：M. arboreus var. penduliflorusなど）現在ではシノニムとされている。

## 特徴
ヒメフヨウよりすべて大型。高さは3 m、または2 mほどでヒメフヨウ（約3 m）より小さいとする文献もある。葉は卵形～披針形で葉縁に切れ込みがある。葉先は尖る。花期は秋（9月）～春（5月）だが、乾燥地では夏でも開花する。蕾は上向きだが、開花に向かうにつれ下垂する。種小名penduliflorusと別名のウナズキヒメフヨウは、花が下向きにつくことから名付けられた。赤い花は半開きのまま花弁がほとんど開かず、ハイビスカスの蕾のようにも見える。花弁はヒメフヨウよりも長く6 cmほどで、花の先から雄蕊筒を伴う花柱が出る。花柱先端は10分岐する。花色は赤、桃、白。単にヒメフヨウと呼ばれることもあるが、本来のヒメフヨウは花が小さく上向きに咲くことで本種と区別される。

## 栽培・利用
メキシコ～コロンビア原産。沖縄で普通に栽培される熱帯植物。挿し木でよく活着する。樹勢が旺盛で徒長しがちなため、花が終わった５月頃に強剪定を行う。剪定後は基部から枝が出て、ブッシュ状に仕立てることも可能。